# Naményi Géza
Naményi Géza, született Neuvalder (Miskolc, 1916. szeptember 5. – Budapest, 1969. február 28.) újságíró, elektromérnök, a Minisztertanács Tájékoztatási Hivatalának vezetője.

## Pályája
Neuvalder József vendéglős és Farkas Vilma gyermekeként született izraelita családban. A Miskolci Katolikus Gimnázium tanulója volt. Az 1930-as évek elején villanyszerelőnek tanult. Ezzel párhuzamosan a Reggeli Hírlap című ellenzéki lapnál volt újságíró-gyakornok, majd a Felvidéki Népszava és az Északmagyarország munkatársa lett. 1955-ben az Esti Budapesthez került, ahol rovatvezetőként dolgozott, valamint a szerkesztőbizottság tagja volt. Az 1956-os forradalom és szabadságharc leverését követően közreműködött a Tájékoztatási Hivatal megszervezésében. Már a hivatal vezető tisztviselője volt, amikor az esti egyetem villamosmérnöki karán vörösdiplomát szerzett.  A Tájékoztatási Hivatalban előbb osztályvezető, majd elnökhelyettes, végül a hivatal elnöke volt 1959-től egészen haláláig. 
Házastársa Batkay Éva Margit volt, akivel 1939-ben Budapesten kötött házasságot.